# حاجی جابر
حاجی جابر (زاده ۱۹۷۶) رمان‌نویس و روزنامه‌نگار اریتره‌ای است. او در شهر ماساوا در ساحل دریای سرخ به دنیا آمد. جابر اولین رمان‌نویس اریتره ای است که نامزد جایزه بین‌المللی داستان عربی شده است.
آثار ادبی جابر به گذشته و حال اریتره، دیاسپورای آن و شاخ آفریقا می‌پردازد.